# Еріх Абрагам (генерал)
Еріх Ґоттфрід Абрагам (нім. Erich Gottfried Abraham; 27 березня 1895, Марієнбург — 7 березня 1971, Вісбаден) — німецький офіцер, учасник Першої і Другої світових воєн, генерал піхоти, кавалер Лицарського хреста Залізного хреста з дубовим листям.

## Біографія
4 серпня 1914 року вступив добровольцем на військову службу рядовим в піхотний полк.
20 травня 1920 року — звільнений з військової служби, поступив на службу в поліцію лейтенантом. Служив у поліцай-президіумі Штеттина, в 1921 році переведений у державну поліцію
15 жовтня 1935 року переведений у вермахт у званні майора і при значений командиром роти 18-го піхотного полку. З6 жовтня 1936 року — командир роти, з 27 вересня 1937 — 1-го батальйону 105-го піхотного полку, з яким брав участь у Польській кампанії.
З 21 листопада 1939 року — командир 2-го батальйону 266-го піхотного полку. З 29 березня 1940 року — командир 230-го піхотного полку, учасник Французької кампанії.
В складі 76-ї піхотної дивізії брав участь у боях на Східному фронті. 1 квітня 1942 року відкликаний з фронту і переведений в резерв, після одужання 6 червня 1942 року знову прийняв командування своїм полком. 7 листопада 1942 року знову залишив фронт, отримавши відпустку для лікування. За свідченням Вільгельма Адама, 1-го ад'ютанта 6-ї армії, що діяла в Сталінграді, Абрахам покинув армію в критичний момент, скориставшись цією відпусткою.
З 15 січня 1943 року — начальник 2-го піхотного училища у Вінер-Нойштадті. З 1 квітня 1943 року — командир 76-ї піхотної дивізії, яка в серпня 1943 року була перекинута у Верхню Італію, а в грудні — на радянсько-німецький фронт (в Україну). Учасник боїв в районі Кривого Рогу, з березня 1944 року — Миколаєва, потім на Дністрі.
У серпні-вересні 1944 року командував зведеним корпусом «Абрагам», з 27 вересня 1944 року — знову командир 76-ї піхотної дивізії, з 13 грудня 1944 року — 63-го армійського корпуса. На чолі корпуса брав участь у боях на Західному фронті (на Рейні).
У квітні 1945 року корпус Абрагама був знищений у Рурському котлі, хоча формально Абрагам командував корпусом до 8 травня 1945 року — до своєї здачі в американський полон. Звільнений 17 серпня 1947 року.

## Звання
- Єфрейтор (грудень 1914)
- Унтер-офіцер (березень 1915)
- Лейтенант (липень 1915)
- Майор (жовтень 1935)
- Оберст-лейтенант (підполковник)
- Оберст (полковник) (серпень 1941)
- Генерал-майор (15 травня 1943)
- Генерал-лейтенант (березень 1944)
- Генерал піхоти (26 лютого 1945)

## Нагороди

### Перша світова війна
- Залізний хрест 2-го класу (2 вересня 1915)
- Хрест «За військові заслуги» (Австро-Угорщина) 3-го класу з військовою відзнакою (20 березня 1917)
- Залізний хрест 1-го класу (27 червня 1917)

### Міжвоєнний період
- Почесний хрест ветерана війни з мечами (1 березня 1934)
- Медаль «За вислугу років у Вермахті»
  - 4-го 3-го і 2-го класу (18 років) (2 жовтня 1936) — отримав 3 медалі одночасно.
  - 1-го класу (25 років)

### Друга світова війна
- Медаль «За Атлантичний вал»
- Застібка до Залізного хреста
  - 2-го класу (10 березня 1940)
  - 1-го класу (21 червня 1940)
- Німецький хрест в золоті (7 березня 1942)
- Командор ордена Корони Румунії (22 червня 1942)
- Медаль «За зимову кампанію на Сході 1941/42»
- Срібна медаль «За військову доблесть» (Італія)
- Штурмовий піхотний знак в сріблі (13 листопада 1942)
- Лицарський хрест Залізного хреста з дубовим листям
  - Хрест (№ 1311; 13 листопада 1942)
  - Дубове листя (№ 516; 26 червня 1944)